# David Barnea
David "Dadi" Barnea, en hébreu : דוד (דדי) ברנע, né le 29 mars 1965 à Ashkelon, est un militaire israélien. Il est directeur du Mossad, depuis le 1er juin 2021.

## Biographie
David Barnea naît à Ashkelon et il grandit à Rishon LeZion. Son père, Joseph Brunner (Barnea), fuit avec sa famille l'Allemagne nazie et migre en Israël alors qu'il est âgé de trois ans. Joseph est diplômé de la yechiva Hapoel Hamizrahi de Bnei Brak et il rejoint le Palmah, une force paramilitaire juive sioniste, à l'âge de seize ans.
Il combat avec le troisième bataillon de l'organisation à Al-Nabi Yusha' (en) et Safed, puis sert comme officier avec le grade de lieutenant-colonel dans l'armée de l'air israélienne. Il a également été directeur chez Tadiran. Sa mère, Naomi, est née à bord du Patria et a travaillé comme enseignante et directrice d'école.
Joseph fait adopter à la famille le nom de Barnea, version hébraïsée du nom allemand Brunner, et  possible référence à une ville de l'histoire biblique d'Israël. 
David Barnea a étudié à l'école militaire de commandement de Tel Aviv et s'est engagé dans l'armée israélienne en 1983. Il a effectué son service militaire dans le régiment de reconnaissance de l'état-major général (Sayeret Matkal). Il a ensuite étudié aux États-Unis, obtenant une licence de l'institut de technologie de New York et un MBA de l'université Pace. Il a ensuite travaillé comme directeur commercial dans une banque d'investissement en Israël.

### Carrière
En 1996, il rejoint le Mossad. Il suit une formation d'officier de collecte et sert dans la division Tzomet, où il commande des unités opérationnelles en Israël et à l'étranger. Pendant deux ans et demi, il est chef adjoint de la division Keshet, chargée de l'infiltration et de la surveillance des cibles. En 2013, il est nommé chef de la division Tzomet, où quatre prix de la sécurité nationale israélienne sont décernés à la division qu'il dirige. En 2019, il est nommé chef adjoint du Mossad. En 2021, il est décidé de le nommer à la tête du Mossad.